# Anraum

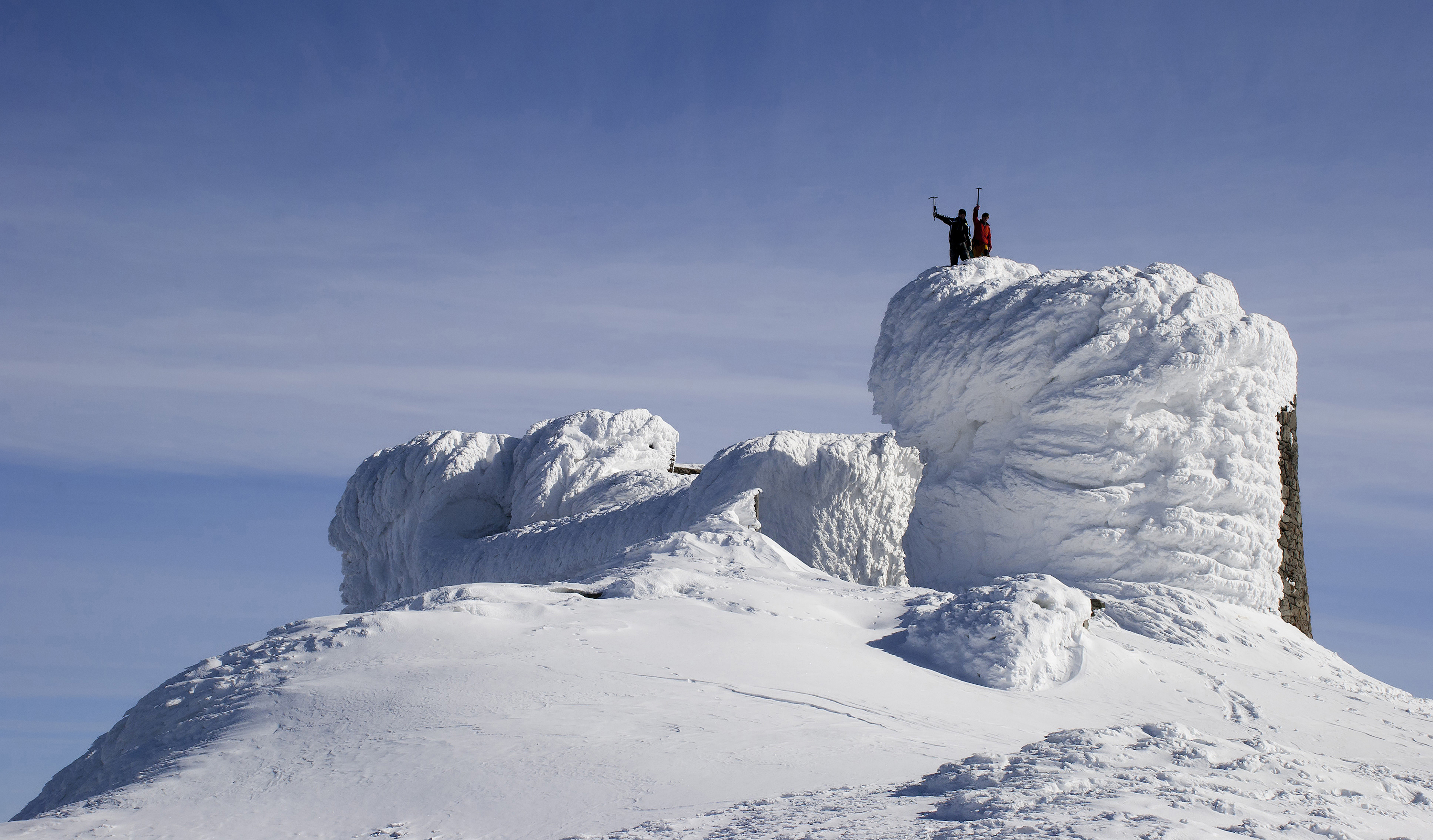
Anraum aus Schnee am Biały Słoń

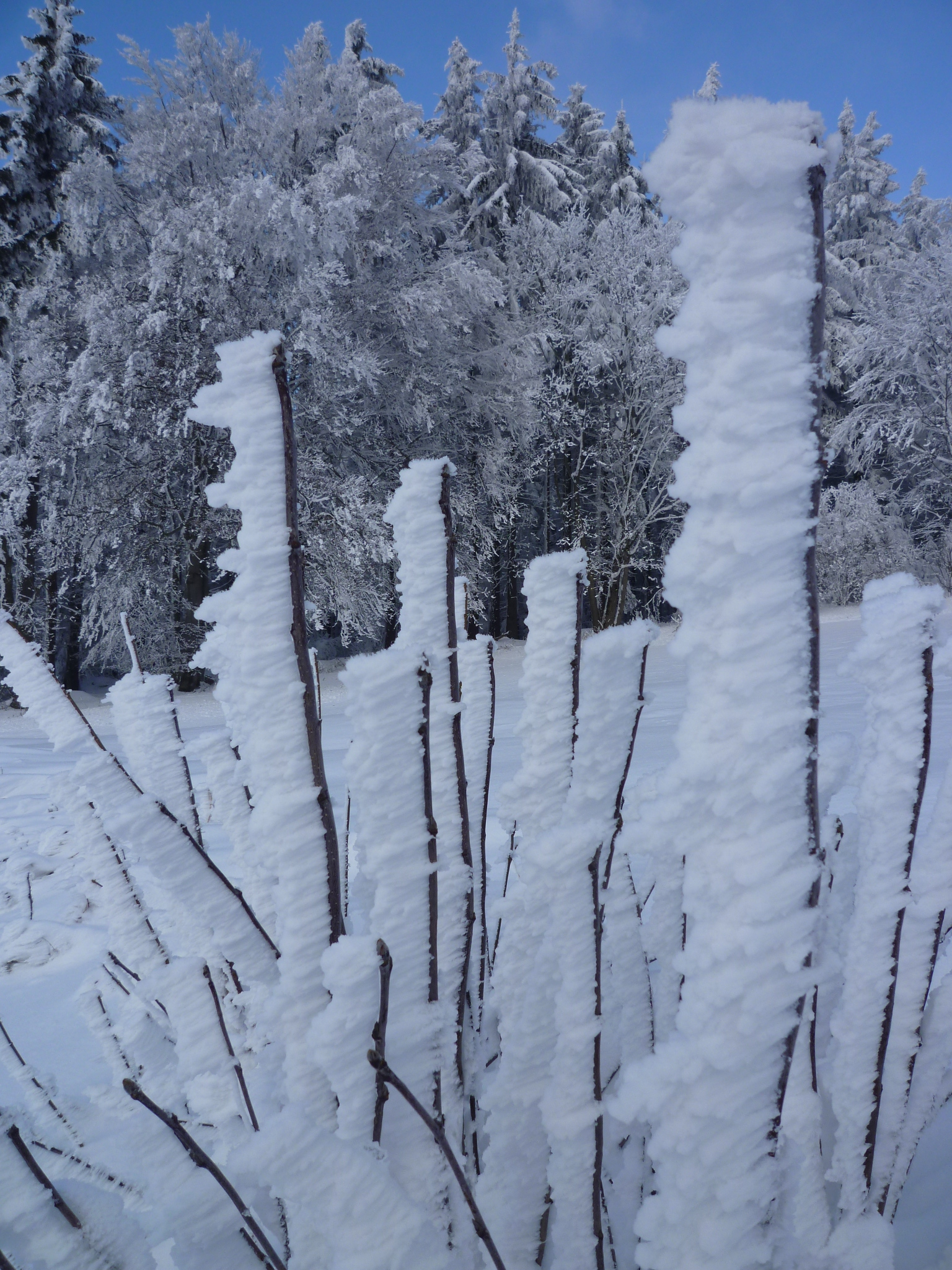
Anraum aus Raureif an Pflanzen

Als Anraum, auch Anreim, wird ein fester Niederschlag an Hindernissen wie Bäumen, Freileitungen oder Gipfelkreuzen bezeichnet, der sich bei Frost, Nebel und Wind gegen die Windrichtung aufbaut. Ob es sich dabei um Raureif, Raufrost, Reif oder Eis handelt, ist unerheblich. Der Ausdruck ist im Riesengebirge, Erzgebirge, in Bayern, Österreich und der Schweiz gebräuchlich.